# Desa Margahayu (administrativ by i Indonesien, lat -6,47, long 107,77)
Desa Margahayu är en administrativ by i Indonesien.   Den ligger i provinsen Jawa Barat, i den västra delen av landet, 110 km öster om huvudstaden Jakarta. Desa Margahayu ligger vid sjön Situ Cibogo.